# Iurcenkî, Letîciv
Iurcenkî (în ucraineană Юрченки) este un sat în comuna Ceaplea din raionul Letîciv, regiunea Hmelnîțkîi, Ucraina.

## Demografie
Componența lingvistică a localității Iurcenkî
     Ucraineană (99,11%)
     Alte limbi (0,89%)
Conform recensământului din 2001, majoritatea populației localității Iurcenkî era vorbitoare de ucraineană (99,11%), existând în minoritate și vorbitori de alte limbi.